# Willi Müller (Politiker, Februar 1895)
Willi Müller (* 23. Februar 1895 in Frankfurt am Main; † 14. März 1967) war ein deutscher Politiker (SPD).

## Leben und Beruf
Nach dem Volksschulabschluss und dem Besuch der Fachschule absolvierte Müller eine Lehre als Elektromonteur. Anschließend arbeitete er in diesem Beruf und war Inhaber eines Betriebes für elektronische Licht- und Kraftanlagen. Er war im Jahr 1945 Präsident der Handwerkskammer in Frankfurt am Main und wurde im Anschluss Vizepräsident der Frankfurter Industrie- und Handelskammer. Daneben fungierte er als Aufsichtsratsmitglied in verschiedenen Unternehmen.

## Partei
Müller trat im Jahr 1927 in die SPD ein und wirkte in der Folgezeit als Parteifunktionär.

## Abgeordneter
Müller war von Juli bis November 1946 Mitglied der Verfassungberatenden Landesversammlung Groß-Hessens.

## Ehrungen
- 1952: Verdienstkreuz (Steckkreuz) der Bundesrepublik Deutschland
- 1955: Ehrenplakette der Stadt Frankfurt am Main
- 1960: Großes Verdienstkreuz der Bundesrepublik Deutschland